# تشارلز بالي
تشارلز بالي (بالفرنسية: Charles Bally)‏ (4 فبراير 1865، جنيف - 10 أبريل 1947، جنيف) كان لغويًا سويسريًا من مدرسة جنيف. والداه هما المدرس جان جابرييل، وهنرييت صاحبة محل لبيع الملابس. تزوج بالي ثلاث مرات: أولاً من فالنتين ليرين، تلتها إيرما بابتيستين دوتري، التي أُرسلت إلى مصحة عقلية عام 1915 ، وأخيراً من أليس بيليكوت.
من 1883 إلى 1885 درس الأدب واللغات الكلاسيكية في جنيف. واصل دراسته من 1886 إلى 1889 في برلين حيث حصل على درجة الدكتوراه. بعد دراسته عمل كمدرس خاص للعائلة المالكة في اليونان من عام 1889 إلى عام 1893.
عاد بالي إلى جنيف ودرّس في كلية إدارة الأعمال من عام 1893 فصاعدًا وانتقل إلى Progymnasium ، وهي مدرسة قواعد ، من عام 1913 إلى عام 1939. هو أيضًا عمل PD في الجامعة من 1893 إلى 1913. من عام 1913 إلى عام 1939 كان أستاذًا في الدراسات اللغوية العامة والدراسات الهندو أوروبية المقارنة التي تولى المسؤولية من فرديناند دي سوسور.
إلى جانب أعماله حول الذات في اللغة الفرنسية ، كتب أيضًا عن أزمة فصول اللغة واللغة الفرنسية. كان نشيطًا في علم اللغة المتداخلة ، وعمل كمستشار لجمعية الأبحاث التي قدمت إنترلينجوا في عام 1951. واليوم يعتبر تشارلز بالي الأب المؤسس للنظريات اللغوية للأسلوب وقد تم تكريمه كثيرًا لنظرياته في العبارات. من حيث الأسلوب الحديث تعامل مع الوظيفة التعبيرية للعلامات.